# PGC 2486958
LEDA/PGC 2486958 ist eine Spiralgalaxie vom Hubble-Typ Sa mit aktivem Galaxienkern im Sternbild Großer Bär am Nordsternhimmel. Sie ist schätzungsweise 858 Millionen Lichtjahre von der Milchstraße entfernt und hat einen Durchmesser von etwa 145.000 Lichtjahren. Vom Sonnensystem aus entfernt sich das Objekt mit einer errechneten Radialgeschwindigkeit von näherungsweise 19.100 Kilometern pro Sekunde. Nach Lage der Daten bildet sie gemeinsam mit PGC 2486861, PGC 2486331 und PGC 2487092 eine gravitativ gebundene Galaxiengruppe.
Im selben Himmelsareal befinden sich unter anderem die Galaxien PGC 2483521, PGC 2477265 und PGC 2498417.